# 安兰属
安兰属（学名：Ania）是兰科下的一个属，为陆生兰。该属共有11种，分布于亚洲热带地区。